# 粟津溫泉站
粟津溫泉站（日语：／ Awazuonsen eki */?）是位於石川縣小松市粟津町，北陸鐵道連絡線和粟津線（加南線）的鐵路車站（廢站）。

## 概要
此站最接近粟津溫泉。連絡線與粟津線的列車會互相直通運輸。

## 歷史
- 1911年（明治44年）3月5日：粟津軌道（馬車鐵路）開業[2]。
- 1914年（大正3年）11月1日：溫泉電軌聯絡線全線開業[3]。
- 1916年（大正5年）2月16日：舊粟津軌道區間改用電動列車行走。
- 1943年（昭和18年）10月13日：在合併後成為北陸鐵道的車站。
- 1950年（昭和25年）8月27日：新站舍落成啟用。
- 1957年（昭和32年）7月7日：車站櫃臺開始販賣國鐵急行票。
- 1960年（昭和35年）2月1日：結束貨運業務。
- 1962年（昭和37年）11月23日：宇和野站至新粟津站之間廢除，此站也被廢除[2]。

## 車站構造
此站是地面車站，設有1面2線的島式月台和木製站舍。

## 現狀
車站遺址變為道路。

## 相鄰車站
北陸鐵道
連絡線
馬場－粟津溫泉
粟津線
粟津溫泉－林

## 注腳
1. ↑  JTB出版 431頁
2. 1 2  今尾惠介《日本鐵道旅行地圖帳》6號 北信越（新潮社、2008年）p.27
3. ↑  「軽便鉄道運輸開始」《官報》1914年11月5日（國立國會圖書館數碼化收藏）

## 相關項目
- 日本鐵路車站列表 A